# National Cancer Institute
Il National Cancer Institute (NCI) è una delle undici agenzie parte dei National Institutes of Health facenti parte del Dipartimento della Salute e dei Servizi Umani degli Stati Uniti. Il National Cancer Institute sostiene la ricerca, la formazione, l'informazione sanitaria di divulgazione e altre attività connesse alle cause, la prevenzione, la diagnosi e il trattamento del cancro, la terapia di supporto dei pazienti oncologici e delle loro famiglie, e la sopravvivenza al cancro. Il 17 novembre 2023, Kimryn Rathmell è stata nominata direttore del National Cancer Institute dal presidente Biden. L'NCI è il più antico dei 27 istituti e centri del NIH e vanta un budget di 6,9 miliardi di dollari (2020).

## Storia
Il Congresso degli Stati Uniti istituì l'NCI il 6 agosto 1937, come istituto di ricerca indipendente. Il Congresso lo mutò poi in una divisione operativa dei National Institutes of Health nel 1944.

## Ricerche
L'NCI ha svolto un ruolo fondamentale nella scoperta di farmaci anti-cancro negli USA. Secondo un'analisi del 1996, due terzi dei farmaci anti-cancro approvati a partire dalla fine del 1995, sono stati sponsorizzati dall'Investigational New Drug dell'NCI.
- Clorambucile (Leukeran) (1957)
- Ciclofosfamide (Cytoxan) (1959)
- Thiotepa (1959)

Ciclofosfamide

- Melfalan (Alkeran) (1959) (IV nel 1993)
- Streptozotocin (Zanosar) (1982)
- Ifosfamide (Ifex) (1988)

Antimetaboliti:
- Mercaptopurina (1953)
- Methotrexate (1953)
- Tioguanina (1966)
- Citosina arabinoside (Ara-C) (1969)
- Floxuridina (FUDR) (1970)
- Fludarabina fosfato (1991)
- Pentostatina (1991)
- Clorodeossiadenosina (1992)

- Vincristina (Oncovin) (1963)
- Actinomicina D (Cosmegen) (1964)
- Mitramicina (Mithracin) (1970)
- Bleomicina (Blenoxane) (1973)

Vincristina

- Doxorubicina (Adriamicina) (1974)
- Mitomicina C (Mutamycin) (1974)
- L-Asparaginase (Elspar) (1978)
- Daunorubicina (Cerubidine) (1979)
- VP-16-213 (Etoposide) (1983)
- VM-26 (Teniposide) (1992)
- Taxolo (Paclitaxel) (1992)

- Idrossiurea (Hydrea) (1967)
- Procarbazina (Matulane) (1969)

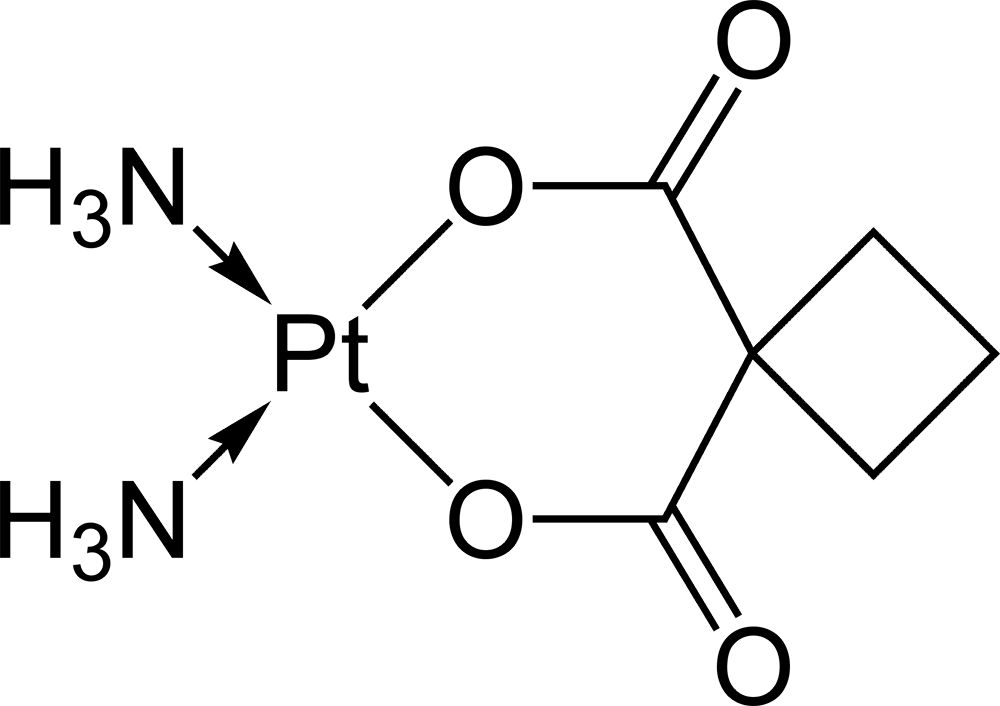
Carboplatino

- O, P'-DDD (Lysodren, Mitotane) (1970)
- Dacarbazina (TTIC) (1975)
- CCNU (lomustina) (1976)
- BCNU (Carmustina) (1977)
- Cis-diamminedichloroplatinum (Cisplatino) (1978)
- Mitoxantrone (Novantrone) (1988)
- Carboplatino (Paraplatin) (1989)
- Levamisolo (Ergamisol) (1990)
- Altretamina (Hexalen) (1990)
- Acido retinoidi All-trans (Vesanoid) (1995)
- Porfimer sodio (Photofrin) (1995)

Ormoni e steroidi:
- DES (1950)
- Prednisone (1953)
- Fluoximesterone (Alotestina) (1958)
- Drostanolone (Drolban) (1961)
- Testolactone (Teslac) (1970)
- Metilprednisolone
- Prednisolone
- Zoladex (1989)

Elementi organici:
- Alpha interferone (Intron A, Roferon-A) (1986)
- BCG (TheraCys, TICE) (1990)
- G-CSF (1991)
- GM-CSF (1991)
- Interleuchina 2 (Proleukin) (1992)

Inoltre, gli scienziati dell'NCI hanno avuto un ruolo importante nella scoperta e nello sviluppo di importanti sostanze per combattere l'AIDS, compresa la zidovudina (AZT), la didanosina (ddI) e la zalcitabina (ddC).